# بخش خزل
بخش خزل یکی از بخش‌های تابعه شهرستان نهاوند در استان همدان در غرب ایران و به مرکزیت شهر فیروزان است.

## مردم
مردم این بخش لر هستند و به لری لکی ترکیبی سخن می‌گویند.

## تقسیمات کشوری
- بخش خزل از دو دهستان تشکیل شده‌است.
  - دهستان خزل شرقی
  - دهستان سلگی

نقاط شهری: فیروزان
طبق آمار منتشر شده این بخش ۸۰روستا دارد.

## جمعیت
بنابر سرشماری مرکز آمار ایران، جمعیت بخش خزل شهرستان نهاوند در سال ۱۳۹۵ برابر با ۲۹٬۹۶۸ نفر بوده‌است.